# Popular (série de televisão)
Popular ("Popularidade" no Brasil) é uma série de televisão norte-americana de comédia dramática, exibida na The WB. Foi criada por Ryan Murphy e Gina Matthews, estrelando Leslie Bibb e Carly Pope. A série teve duas temporadas, de 1999 a 2001. É considerada pela Entertainment Weekly como uma das 25 séries mais cultuadas de todos os tempos. Por ter uma premissa parecida, é vista como a predecessora de Glee pelos críticos especializados do meio. Serviu de inspiração para criação da série argentina Rebelde Way. No Brasil foi exibida pela Sony e pelo SBT, mas foi repentinamente cancelada no final da segunda temporada, devida a brusca queda de audiência (agravada por uma mudança de horário para as sextas-feiras à noite).

## Sinopse
série mostra o mundo dos adolescentes, um mundo no qual eles aprenderão a perder, decidir, e aprender com os próprios erros. Buscando a sua verdadeira identidade e os seus valores. Kennedy High School é o cenário onde um grupo de adolescentes vai aprender que as regras sociais existem e que devem ser respeitadas. Este é o caso de Brooke McQueen, uma garota extremamente popular, atraente, de boa posição social e chefe das líderes de torcida que se dedica ao máximo em preservar sua imagem de garota perfeita com seu namorado jogador do time de futebol; Sam McPherson, uma geniosa e inteligente garota impopular, editora do jornal da escola. As duas inimigas são forçadas a se tornarem pacíficas entre si quando o pai de Brooke e a mãe de Sam resolvem noivar.  

A série começa mostrando pequenos atritos entre Brooke e Sam, alunas de Biologia. Essas diferenças acabam fazendo com que elas se tornem opostas e hostis entre si. Em seguida, elas descobrem que seus pais (o pai de Brooke e a mãe de Sam) estão noivos. A primeira temporada consiste na união das garotas para tentar destruir o noivado de seus pais, impedindo que eles se casem. No final da temporada, Sam encontra a mãe verdadeira de Brooke, e a encoraja a voltar para a cidade. Isso termina com o noivado. Na segunda temporada, Sam e Brooke percebem que seus pais são felizes juntos e que elas tem mais em comum do que imaginavam. Então elas se ajudam para uni-los novamente.  
Na segunda temporada várias reviravoltas acontecem na série, com Brooke deixando as líderes de torcida e focando-se em problemas escolares como um dos membros do conselho estudantil, e Sam experimentando o surgimento de uma repentina popularidade na escola. Josh e Lily começam a namorar e Carmem substitui Nicole como a líder das Glamazons. Harrison divide-se entre o amor de Brooke e Sam, e Sugar Daddy encontra o amor na estudante de intercâmbio Exquisite Who. No final da temporada (que tornou-se depois o final da série), Brooke é atropelada por Nicole, enfurecida. Até hoje, este fato permanece como um cliffhanger sem respostas.
Apesar de uma primeira premissa genérica para uma série adolescente, a série tornou-se cultuada pelo seu humor extremamente histérico. Aos poucos, a falta de empatia entre Brooke e Sam (até então a premissa inicial) foi dando lugar para situações dirigidas a outros personagens. O roteiro conta com um humor ácido e baseado em muitas paródias e referências, que são inseridos dentro dos fatos cotidianos de um típico jovem de 16 anos utilizando sarcasmo ou sátira. Foi a primeira experiência na TV de Ryan Murphy.

## Personagens
No círculo popular de Brooke estão Nicole Julian, uma sarcástica, elitista e maldosa garota; Mary Cherry, uma milionária, extravagante e estranha garota vinda do Texas; Josh Ford, namorado de Brooke e jogador do time de futebol que sonha em atuar, e Sugar Daddy, melhor amigo e parceiro de Josh que carrega consigo as raízes do gueto.
Sam é acompanhada por Harrison John, garoto sensível e impopular que é apaixonado por Brooke; Carmem Ferrara, uma garota obesa que sonha em fazer parte da equipe das líderes de torcida da escola (as 'Glamazons'); e Lily Esposito, uma ativista que luta a favor dos direitos humanos e animais.
Outros personagens significativos são Roberta "Bobbi" Glass, uma sádica professora de biologia; Mike McQueen, pai de Brooke; e Jane McPherson, mãe de Sam.

## Elenco
- Leslie Bibb .... Brooke McQueen
- Carly Pope .... Samantha 'Sam' McPherson
- Christopher Gorham .... Harrison John
- Tamara Mello .... Lily Esposito
- Sara Rue .... Carmen Ferrara
- Bryce Johnson .... Josh Ford
- Tammy Lynn Michaels .... Nicole Julian
- Ron Lester .... Michael 'Sugar Daddy' Bernardino
- Leslie Grossman .... Mary Cherry
- Lisa Darr .... Jane McPherson
- Scott Bryce .... Mike McQueen
- Diane Delano .... Miss Roberta 'Bobbi' Glass; Nurse Jessi Glass; Rock Glass; Uncle Tipton

### Elenco secundário
- Anel Lopez Gorham .... Poppita 'Poppy' Fresh
- Adria Dawn .... April Tuna
- Hank Harris .... Emory Dick
- Diana Bellamy .... Principal Cecelia Hall
- Robert Gant .... Vice Principal Calvin Krupps
- Wentworth Miller .... Adam Rotchild Ryan
- Anthony Montgomery .... George Austin
- Delta Burke .... Cherry Cherry
- Mandy Freund .... May Tuna
- Mitchell Manicone .... Larry Cherry (uncredited)

## Audiência
| Temporada | Temporada | Audiência (EUA) | Emissora |
| --------- | --------- | --------------- | -------- |
| 1         | 1999–2000 | 2.9 milhões     | The WB   |
| 2         | 2000–2001 | 1.7 milhão      | The WB   |

## Produção
- Popular parodiou muitas produções americanas em meio aos seus episódios. Algumas delas: American Idol, O Exorcista, O Que Aconteceu Com Baby Jane?, Eu Sei O Que Vocês Fizeram No Verão Passado, Os Embalos De Sábado A Noite, Who Wants To Be A Millionaire? e o videoclipe "Music" da Madonna.[6]

- Diversas vezes na primeira temporada ocorreram erros de gravação durante as brigas de Sam e Brooke. Carly Pope e Leslie Bibb sempre acabavam caindo na gargalhada, visto que na vida real elas eram melhores amigas. Ambas disseram que era muito duro ter que se "odiarem" em cena.

- Tamara Mello (Lily) inicialmente tentou o papel de Sam, Leslie Grossman (Mary Cherry) tentou o papel de Nicole, e Carly Pope (Sam) teria tentado o papel de Brooke.

- Kid Pardue originalmente interpretou Josh Ford no episódio piloto apresentado a WB, mas quando a série foi adicionada à grade de programação da emissora, o ator foi substituído por Bryce Johnson.

- Enquanto havia uma constante troca de diretores para cada episódio da série, Ryan Murphy sempre estava no set de filmagem quando havia uma cena envolvendo a personagem Mary Cherry, a fim de conseguir que Leslie Grossman interpretasse cada linha exatamente da forma como ele havia previsto (a personagem Mary Cherry é responsável pela maioria das cenas cômicas da série).

- Algumas das celebridades citadas comicamente em episódios: Britney Spears, Madonna, Jennifer Lopez, Destiny's Child, Mariah Carey, Jewel, Marilyn Monroe, Gwyneth Paltrow, Glenn Close, Jennifer Love Hewitt, Marilyn Manson, Meryl Streep, John Travolta e Barbra Streissand.

- A fachada e partes internas da Kennedy High School são as mesmas utilizadas nos filmes "Sexta Feira Muito Louca" e "A Casa de Vidro".

- A gravidez de Carmen e o namoro de Harrison e Mary Cherry foram cortados repentinamente da série a pedido dos executivos da WB.
- Em 2016, Ryan Murphy alegou que a emissora The WB foi extremamente homofóbica durante o período em que a série estava no ar.[7][8]

## Prêmios e Indicações
| Ano  | Premiação                  | Categoria                                | Indicado                                      | Resultado |
| ---- | -------------------------- | ---------------------------------------- | --------------------------------------------- | --------- |
| 2000 | Casting Society of America | Melhor Elenco para TV, Piloto de Comédia | Eric Dawson, Carol Kritzer & Robert J. Ulrich | Indicado  |
| 2000 | GLAAD Media Awards         | Outstanding TV Individual Episode        | Pelo episódio Wild Wild Mess                  | Venceu    |
| 2000 | Genesis Awards             | Televisão – Nova Série                   | Pelo episódio Under Siege                     | Venceu    |
| 2000 | SHINE Awards               | Episódio de Comédia                      | Pelo episódio Booty Camp                      | Venceu    |
| 2000 | TV Guide Awards            | Série Adolescente Favorita               |                                               | Indicado  |
| 2000 | Teen Choice Awards         | TV - Escolha de Seriado Revelação        |                                               | Venceu    |
| 2000 | Teen Choice Awards         | TV – Escolha de Comédia                  |                                               | Indicado  |
| 2000 | Teen Choice Awards         | TV – Escolha Sidekick                    | Ron Lester                                    | Indicado  |
| 2000 | Teen Choice Awards         | TV – Escolha de Atriz                    | Carly Pope                                    | Indicado  |
| 2000 | Teen Choice Awards         | TV – Escolha de Atriz                    | Leslie Bibb                                   | Indicado  |
| 2001 | GLAAD Media Awards         | Outstanding TV Comedy Series             |                                               | Indicado  |
| 2001 | Genesis Awards             | Televisão – Série de Comedia             | Pelo episódio Joe Loves Mary Cherry           | Venceu    |
| 2001 | Teen Choice Awards         | TV – Escolha Sidekick                    | Ron Lester                                    | Indicado  |
| 2001 | Teen Choice Awards         | TV – Escolha de Comédia                  |                                               | Indicado  |